# Flughafen Laredo

i7
i11
i13
Der Laredo International Airport (IATA-Code: LRD, ICAO-Code: KLRD) ist ein öffentlicher Flughafen auf 155 m Seehöhe 3 km nordöstlich von Laredo im Webb County, Texas, in den Vereinigten Staaten. Die Fläche des Flughafens beträgt 727 ha. Er hat drei Betonpisten mit 2510 m, 2665 m und 1807 m Länge und jeweils 46 m Breite.

## Geschichte
Die US-Regierung kaufte von der Gemeinde Laredo 2085 acres (843 ha) für den Bau der Laredo Army Air Corps Base. Diese wurde von den United States Army Air Forces während des Zweiten Weltkriegs als Laredo Army Airfield genutzt. Die Basis wurde 1947 deaktiviert und der Stadt Laredo überschrieben. 
Im Jahr 1951 wurde das Gelände an die US-Regierung vermietet und von der United States Air Force als Laredo Air Force Base im Zuge des Koreakrieges und des Kalten Krieges als Pilotenausbildungsbasis mit Lockheed T-33 Shooting Star und später Cessna T-37 Tweet und Northrop T-38 Talon Flugzeugen verwendet. 1955 überschrieb die Stadt Laredo die Base wieder zurück an die US-Regierung. Die Militärpräsenz endete im Dezember 1973 im Rahmen einer landesweiten Kürzung der Verteidigung nach dem Vietnamkrieg. Der kommerzielle Flugdienst von Texas International Airlines (ehemals Trans-Texas Airways) wurde im Sommer 1975 vom Laredo Municipal Airport (jetzt geschlossen) zum Laredo International Airport verlegt. Seitdem haben mehrere andere kommerzielle Fluggesellschaften und Luftfrachtunternehmen diesen Flugplatz genutzt.

## Flugbetrieb
Im Jahre 2021 wurden 178.867 Passagiere befördert. Im Jahr 2022 haben 65.685 Flugbewegungen stattgefunden, davon 1.714 lokale Bewegungen, 16.822 Zwischenlandungen, 13.451 Air-Taxi-Flüge, 15.138 militärische Flüge und 9.606 Frachtflüge. 18 einmotorige und 6 zweimotorige Turboprop-Flugzeuge, 17 Jetflugzeuge und 13 Helikopter waren 2022 hier stationiert.
Der Laredo International Airport wird von den Passagierfluggesellschaften American Airlines, Allegiant Air und United Airlines angeflogen. Daneben wird der Flughafen auch von einigen Frachtfluggesellschaften, darunter FedEx und UPS Airlines, genutzt.